# 아난타 마히돈
라마 8세(태국어: อานันทมหิดล, 1925년 9월 20일 ~ 1946년 6월 9일)은 태국의 군주이다. 짜끄리 왕조의 라마 8세로 정식 명칭은 프라밧솜뎃 프라뽀라멘타라 마하아난타마히돈 프라아타마라마티보딘(태국어: พระบาทสมเด็จพระปรเมนทรมหาอานันทมหิดลฯ พระอัฐมรามาธิบดินทร)이다.
1945년 스위스에서 유학을 마치고 돌아왔지만, 1946년 21세의 나이로 의문의 죽음을 당하고 그의 동생인 라마 9세가 즉위를 하였다.

## 어린 시절
아난타 마히돈 왕자는 1925년 9월 20일 독일의 하이델베르크에서 태어났다. 당시 아버지는 쭐랄롱꼰 대왕의 소생인 송클라의 왕자인 마히돈 아둔야뎃 왕자였고, 어머니는 시나카린으로 당시에 유학하고 있었던 곳에서 왕자는 첫 번째 아들로 태어났다.
그의 삼촌인 와치라웃 왕은 1925년 10월 13일 전보를 보내 그의 이름을 '아난타 마히돈'('마히돈의 기쁨'이라는 뜻)이라고 지어주었다.
왕자는 아버지를 따라서 파리, 로잔으로 갔다가 1927년 미국 매사추세츠로 간다.
그들의 가족은 1928년 마히돈 왕자가 하버드 대학에서 의학 공부를 마친 후 태국으로 돌아온다. 마히돈 왕자는 1929년 37세의 나이로 죽게 되는데, 당시 아난타 마히돈의 나이는 4세에 지나지 않았다. 그리하여 그의 어머니는 홀로 가족들을 기르게 된다.
1932년 쿠데타가 일어나고, 절대 왕정이 무너지게 된다.

## 즉위
1934년 라마 7세가 퇴위하면서 태국 의회의 결정으로 즉위했지만, 곧바로 스위스에 돌아가 학업을 계속했다. 그 후 1939년에 발발한 제2차 세계대전의 개전 후에도 중립국이 된 스위스에 계속 체류했다. 1945년에 제2차 세계대전이 끝나자, 학업을 끝낸 왕은 귀국한다.
그러나 1946년 총기 수집가이던 그는 총에 맞아 의문의 죽음을 맞이하게 된다. 아직도 그가 죽은 이유는 알려지지 않았다. 총을 갖고 있다가 폭발해서 사망했다는 설이 있다.

## 왕정
아난타 마히돈은 새로 왕위에 올랐지만, 여전히 어린 나이였고 그 당시 스위스에서 공부를 하고 있었기 때문에 의회는 아누왓짜뚜롱 왕자와 차오 프라야 욤마랏을 섭정으로 지명하였다.
1938년 13살의 나이로 아난타 마히돈은 시암 왕국을 왕으로서 최초로 방문했다. 그는 그의 모친과 동생인 푸미폰 아둔야뎃을 동반했다. 쁠랙 피분송크람 장군(피분 장군)은 당시 수상이었고, 대부분의 마히돈 왕의 재위 기간에 수상을 맡았다.
피분송크람은 육군 독재자로 1939년 국가명을 '시암'(Siam)에서 '태국(Thailand, 泰國)'으로 변경하였다. 1940년 후반에 피분송크람은 프랑스령 인도차이나의 비시 프랑스군에 대항하여 우유부단하게 프랑스-태국 전쟁에 관여하였다.

## 의문의 죽음
1946년 6월 9일 아침, 라마 8세는 방콕 왕궁에 있는 자신의 침실에서 이마에서 후두부로 총탄이 관통한 상태로 사망하였는데 옆에는 자동권총(M1911A1)이 떨어져 있었다.
처음 발견자인 시종의 증언을 요약하면 다음과 같다. “오전 9시 20분 무렵 팃, 붓 두 시종이 라마 8세의 침실 앞에 앞두고 있었는데, 안에서 총성이 들렸다. 시종 팃이 안에 들어와 보니 라마 8세가 침대 위에서 머리에서 피를 흘리고 있었다.”
사건 직후 왕궁과 경찰의 성명에서는 총기 폭발 사고일 가능성이 높다고 발표했지만, 쁘리디 파놈용 내각이 설치한 라마 8세 붕어사건 조사위원회(คณะกรรมการสอบสวนกรณีสวรรคต)는 사체의 상황에 근거하여 사고, 자살, 타살이라는 세 가지 가능성을 염두에 두고 조사를 진행하였다. 위원회는 최종적으로 사고나 자살설을 부인하고 타살 가능성을 제시하였다.
1946년 8월에 쁘리디 내각은 총사퇴를 하고 뒤를 이은 타완 탐롱나와사왓 내각이 세워졌지만 1947년 11월의 쿠데타에 의해 전복되었다. 그 후 경찰은 팃, 붓과 사건발생 시에 궁전에 있었던 다른 시종을 합쳐 세 명을 라마 8세의 살해에 관여한 혐의로 체포하였다.
이 세 명의 재판은 확고한 증거가 없이 상황 증거에 의존하여 진행하였으며, 피고인들은 일관되게 혐의를 부인했지만 1954년 10월 12일 최고재판소 판결에 의해 3명 모두에 대한 사형이 확정되었고, 다음 해 2월 17일 논타부리의 형무소에서 사형이 집행되었다.
쁘리디 전 수상도 살해 모의에 참가를 한 것으로 의심을 받았지만, 1947년 11월의 쿠데타가 발생하자 외국으로 망명하여 체포되지 못하였다. 지금도 태국에서 이 문제에 대해 언급하는 것은 금기시되고 있다.
이후 라마 9세의 협력 하에 이 사건을 조사한 소설가이자, 저널리스트이기도 한 윌리엄 스티븐슨은 그 저작 《혁명의 왕》(The Revolutionary King)에서 증거를 제시해, 구 일본군의 참모 쓰지 마사노부에 의한 범행일 가능성이 높다고 주장했다.

## 기념물

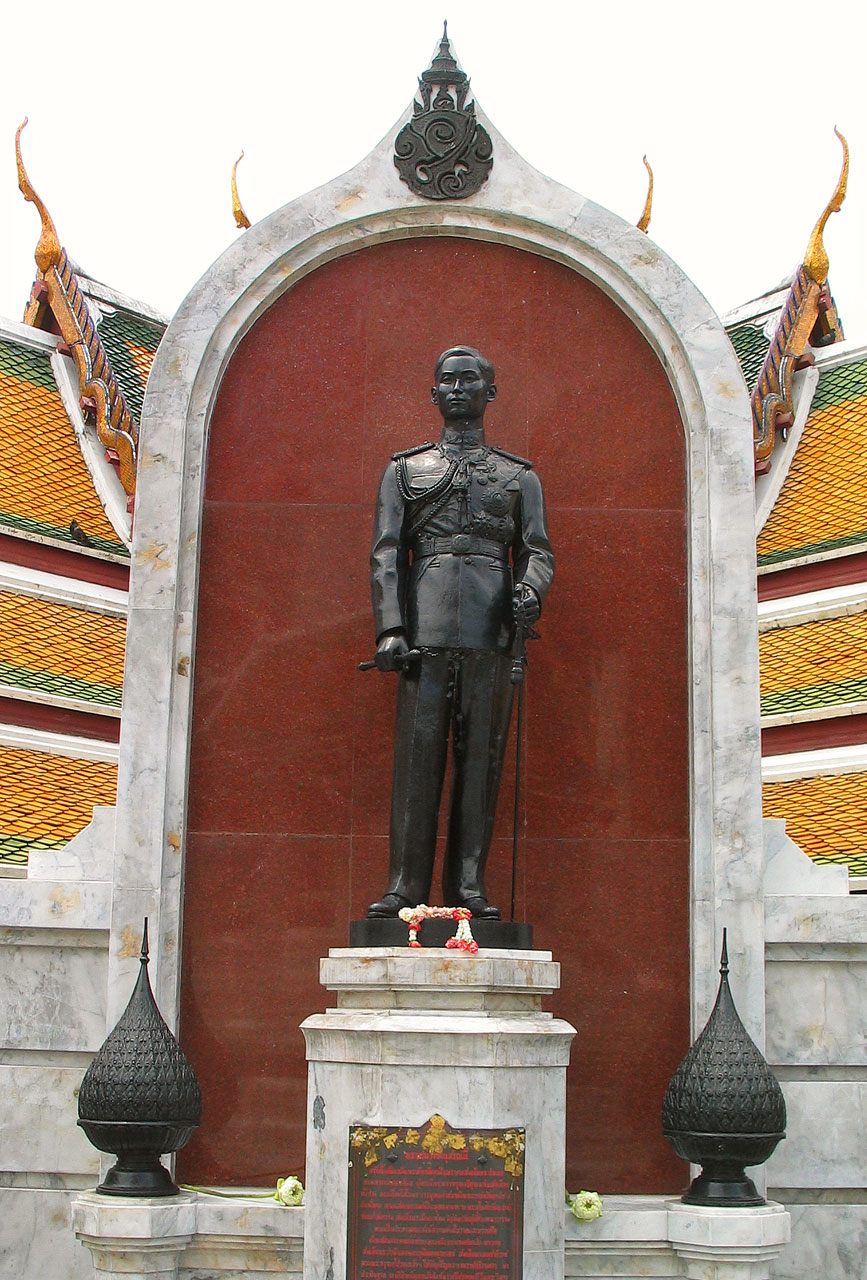
라마 8세 기념 동상
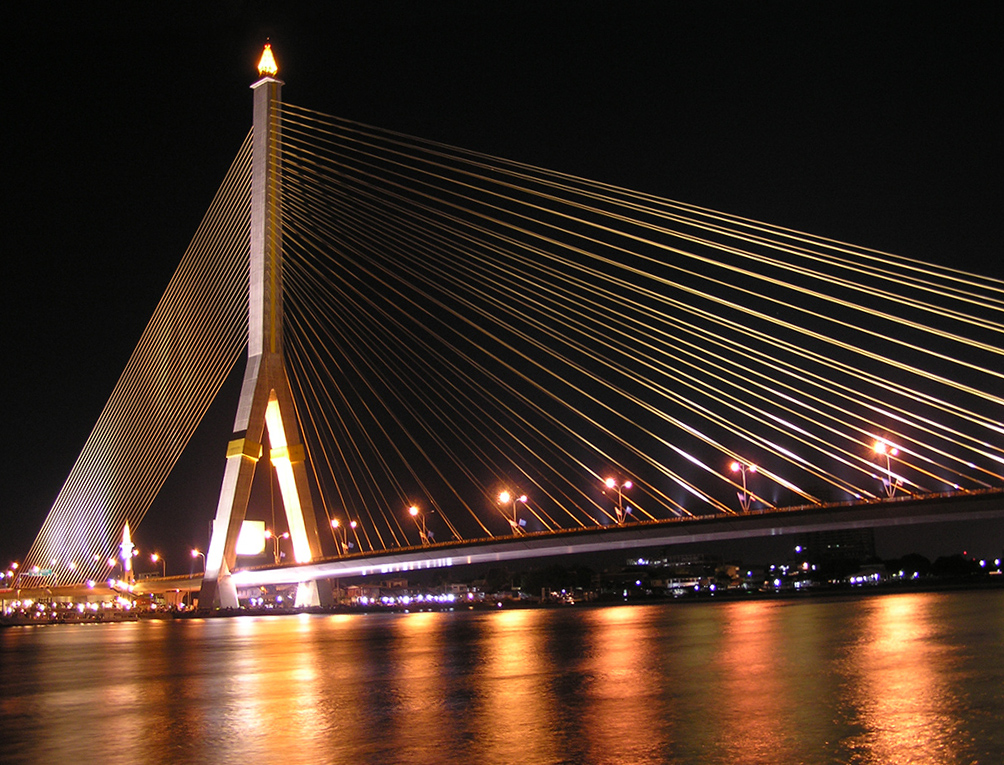
라마 8세교
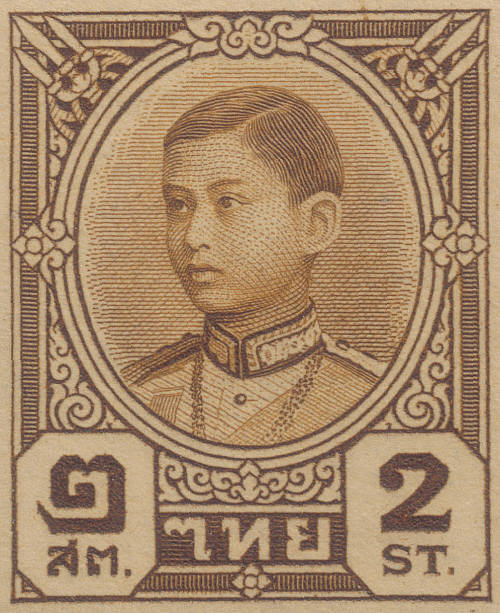
어린 왕의 우표

## 가족 관계

### 조부모와 부모
- 조부 : 시암 라마 5세국왕
- 조모 : 사왕왓타나왕후
- 부친 : 마히돌아룰야뎃상왕
- 모친 : 스리나카린트라상왕후

### 남동생
1. 태국 라마 9세국왕

### 여동생
1. 나라티왓공여 깐라야니왓타나공주

## 같이 보기
- 태국의 역사